# Andrzej Boleski
Andrzej Boleski, ur. jako Andrzej Baumfeld (ur. 5 kwietnia 1877 w Przemyślu, zm. 10 października 1965 w Łodzi) – polski historyk literatury, wykładowca akademicki, profesor zwyczajny.

## Życiorys
Był synem prawnika – Jakuba Baumfelda oraz Tekli z domu Grunberg. W 1894 ukończył naukę w gimnazjum klasycznym w Przemyślu. Następnie podjął studia medyczne na Uniwersytecie Jagiellońskim. W Krakowie zaangażował się w działalność organizacji młodzieżowej „Zjednoczenie” oraz współpracował z pismami socjalistycznymi. Po przerwanych studiach w 1898 przez pół roku studiował filologię polską na Uniwersytecie Lwowskim, którą następnie kontynuował studia na Uniwersytecie Jagiellońskim, uzyskując w 1902 absolutorium. Następnie od 1903 uczył w Krakowie i Zakopanem oraz działał w grupie niepodległościowej „Odrodzenie”, na której łamach publikował swoje pierwsze prace.
W 1908 zamieszkał w Warszawie. Od 1910 publikował na łamach czasopism, takich jak: „Krytyka”, „Prawda”, „Sfinks”, „Tygodnik Ilustrowany” i „Nowe Tory”, których był sekretarzem redakcji. W latach 1912–1914 był nauczycielem literatury w szkole średniej w Klarysewie.
W związku z wybuchem I wojny światowej zamieszkał ponownie w Krakowie, gdzie współpracował z pismem „Nowa Reforma”. Od 1915 przebywał w Wiedniu, gdzie w porozumieniu z Biurem Prasowym Naczelnego Komitetu Narodowego pisał na łamach gazet wiedeńskich i berlińskich o sprawach polskich. W latach 1916–1918 był sekretarzem organu Naczelnego Komitetu Narodowego tygodnika „Polen”.
Powróciwszy po wojnie do Warszawy, został edytorem w wydawnictwie „Wendego Biblioteka Klasyków” oraz pracował jako nauczyciel w warszawskich szkołach średnich. W 1919 dokonał habilitacji. Następnie został docentem w Wolnej Wszechnicy Polskiej, a od 1926 profesorem historii literatury. W latach 1928–1939 wykładał także w filii Wolnej Wszechnicy Polskiej w Łodzi i w Wyższej Szkole Dziennikarskiej w Warszawie. W 1936 został profesorem nadzwyczajnym WWP oraz członkiem Państwowej Komisji Egzaminacyjnej.
Podczas II wojny światowej był organizatorem tajnego nauczania w Warszawie, a następnie w Łowiczu, gdzie mieszkał od 1944. W marcu 1945 zamieszkał w Łodzi oraz został wykładowcą historii literatury polskiej na Uniwersytecie Łódzkim. W 1947 został profesorem zwyczajnym, a w 1948 przeszedł na emeryturę. Był członkiem Zarządu Głównego Związku Nauczycielstwa Polskiego i kierownikiem kursów dokształcających dla nauczycieli, członkiem Komisji do Badań nad Literaturą i Kulturą Polską Towarzystwa Naukowego Warszawskiego, członkiem zarządu Towarzystwa Literackiego im. A. Mickiewicza (od 1951).
Został pochowany na cmentarzu Doły w Łodzi.

## Publikacje
- Andrzej Towiański. Dwa odczyty. Lwów: Odrodzenie 1904
- Andrzej Towiański i towianizm. Zarys chwili i postaci. Kraków: Księgarnia D. E. Friedleina 1908
- Ewangelia Syna Bożego z ducha i natury. Kraków: Nakład autora 1906,
- Juliusza Słowackiego liryka lat ostatnich (1842-1848). Łódź: Łódzkie Towarzystwo Naukowe 1949
- „Ksiądz Marek” Słowackiego a „Sprawa Boża”. Warszawa: Wolna Wszechnica Polska 1922
- Na Górze Przemienienia. Warszawa: Gebethner i Wolff 1913
- Polska myśl mesjaniczna. Warszawa: E. Wende i Spółka 1910
- Sam na sam z duszą kapłanką. Kraków: Księgarnia D. E. Friedleina 1908 [Proza poetycka]
- Słownictwo Juliusza Słowackiego. Cz. 4, dział 1. Spośród słownictwa „Króla-Ducha”. Łódź: Łódzkie Towarzystwo Naukowe 1951
- Słownictwo Juliusza Słowackiego 1825-1849. Łódź, Wrocław: Ossolineum 1956
- Sprawa polska a Żydzi. Warszawa: E. Wende i Spółka 1911
- Stanisław Wyspiański jako poeta powstania listopadowego. Warszawa: Wolna Wszechnica Polska 1931
- W sferze wyobraźni poetyckiej J. Słowackiego. Główne motywy obrazowania. Łódź: Ossolineum 1960
- Zygmunt Krasiński. Warszawa: Spółdzielnia Wydawnicza „Czytelnik” 1947[1].